# Пол Фидерн
Пол Фидерн (Беч, 13. октобар 1871 — Њујорк, 4. мај 1950) био је аустријско-амерички психолог. Фидерн је углавном упамћен по својим теоријама које укључују психологију ега и терапијски третман психозе.

## Живот и каријера
Фидерн је рођен у Бечу у угледној јеврејској породици. Његов деда је био рабин у Прагу, а његов отац, Саломон Фидерн (1832–1920), био је угледни бечки лекар.
Након што је докторирао 1895. године, био је асистент опште медицине код Хермана Нотнагела (1841–1905) у Бечу. Нотнагел је био тај који је упознао Фидерна са делима Зигмунда Фројда. Фидерн је био дубоко под утицајем Фројдовог Тумачења снова и 1904. године се посветио области психоанализе. Заједно са Алфредом Адлером и Вилхелмом Штекелом, Фидерн је био важан рани следбеник Фројда. Године 1924. постао је званични представник Фројда, као и потпредседник Бечког психоаналитичког друштва.
Године 1938. Фидерн је емигрирао у Сједињене Америчке Државе и настанио се у Њујорку, међутим, тек 1946. године је званично признат као аналитичар за обуку на Њујоршком психоаналитичком институту. Пол Фидерн је 1950. године извршио самоубиство у Њујорку, након поновног појављивања рака за који је веровао да је неизлечив.

## Списи
Крајем 1920-их, Фидерн је објавио важне књиге као што су Неке варијације у осећањима ега и Нарцизам у структури ега. У својим делима је разјаснио концепте „его стања“, „его граница“, „его катексиса“ и средње природе нарцизма. Иако је био ватрени присталица Фројдовог учења, Фидернов концепт ега као искуства које се поклапа са „осећањем ега“ био је у супротности са Фројдовим структурним приступом. Из лојалности према свом ментору, Фидерн је имао тенденцију да умањи значај сопствених теорија, иако су закључци до којих је дошао били далеко другачији од Фројдових.
Фидерн је заступао неортодоксни приступ анализи психозе. Веровао је да покушај интеграције пацијента треба да укључује јачање његове одбране, а истовремено избегавање потиснутог материјала. Такође је веровао да трансфер који укључује психозу не треба анализирати и да треба избегавати негативни трансфер. Што се тиче шизофреничних пацијената, веровао је да њихов его поседује недовољно катектичке енергије и да је недостатак, а не вишак нарцисоидног либида, оно што узрокује тешкоће психотичних појединаца са објектом. Такође је увео термин mortido како би представио Фројдов нагон смрти.
Фидерн је такође био заинтересован за социјалну психологију. У делу из 1919. године под називом Зур Психологија револуције: Отачко друштво, објашњава изазов ауторитету од стране генерације после Првог светског рата као несвесно оцеубиство чији је циљ стварање „друштва без оца“.

## Утицај
Иако су Фидернове психоаналитичке теорије имале ограничен утицај унутар покрета, он је имао неколико важних следбеника у Европи и Америци.
- Ерик Берн, анализант Фидерна, извео је свој концепт его стања у трансакционој анализи од свог ментора,[8] а такође му је приписао заслуге за поновно увођење интроспекције у психоанализу.[9]
- Џон Г. Воткинс је такође надоградио Фидернов рад за своју терапију его-стања.[10]
- Едоардо Вајс, Фидернов студент и задужен за састављање Фидерновог последњег рукописа, Психологија ега и психозе након Фидернове смрти, постулира следећу Фидернову претпоставку:

„Све док его нормално функционише, човек може игнорисати или бити несвестан његовог функционисања. Као што Фидерн каже, нормално нема више свести о егу него о ваздуху који се удише; тек када дисање постане отежано, препознаје се недостатак ваздуха. Осећај ега је осећај јединства, у континуитету, блискости и узрочности, у искуствима појединца. У будном животу осећај сопственог ега је свеприсутан, али подлеже сталним променама у квалитету и интензитету. Мали поремећаји и варијације осећања ега су ствар уобичајеног искуства и нестају непримећено. Када смо уморни или поспани, осећамо се утрнуло; када се пробудимо из освежавајућег сна или када примимо узбудљиве вести, осећамо окрепљен осећај ега.“